# Hyrtakos
Hyrtakos (altgriechisch Ὕρτακος Hýrtakos) ist in der griechischen Mythologie der Vater des Asios, der deshalb auch Hyrtakide genannt wird. 
In der Bibliotheke des Apollodor wird berichtet, dass Priamos Arisbe, die Tochter des Merops Perkosios, zur Frau nahm und mit ihr Aisakos zeugte. Er trat jedoch Arisbe an Hyrtakos ab, um sich mit Hekabe zu vermählen. Ihr Sohn Asios kam den Trojanern im neunten Jahr des Trojanischen Kriegs zu Hilfe. Er war König von Arisbe am Selleis und führte die Kämpfer aus Perkote, Praktion, Sestos, Abydos und Arisbe an.
In Vergils Aeneis erscheinen zwei weitere Söhne eines Hyrtakos: Hippokoon und Nisos. Während zu Hippokoon keine weiteren Angaben gemacht wurden, wird von Nisos berichtet, dass er von der Jägerin Ide, von der man annimmt, dass sie Nisos Mutter sei, zu Aeneas geschickt wurde. Zu der Frage, ob es sich bei den Vätern der drei um dieselbe Person handelt, gibt es verschiedene Ansichten. Während Heinrich Wilhelm Stoll und Hans von Geisau sie als drei verschiedene Personen ansahen, hielten Leonhard Schmitz und Johann Christian Gotthelf Schinke Nisos und Asios für Geschwister. Auch Macrobius Ambrosius Theodosius warf schon die Frage auf, ob Nisos und Hippokoon Brüder sind.

## Rezeption
Er erscheint auch in der Erzählung Kassandra von Christa Wolf an der Seite seiner Frau Arisbe.